# Манько, Лидия Николаевна
Лидия Николаевна Манько (в девичестве — Куркина; 12 февраля 1928, Весёлая — 1997, Павловская, Краснодарский край) — звеньевая колхоза «Комсомолец» Павловского района Краснодарского края. Герой Социалистического Труда (1949). Заслуженный работник сельского хозяйства Кубани.

## Биография
Родилась в 1928 году в крестьянской семье в станице Весёлая (ныне — Павловский район, Краснодарский край). Вместе с родителями переехала на хутор Новый. В 1946 году была назначена звеньевой полеводческого звена колхоза «Комсомолец» Павловского района.
В 1948 году звено Лидии Куркиной собрало в среднем по 36,67 центнеров пшеницы с каждого гектара на участке площадью 25 гектаров. Указом Президиума Верховного Совета СССР от 10 февраля 1949 года за получение высоких урожаев пшеницы при выполнении колхозом обязательных поставок и контрактации по всем видам сельскохозяйственной продукции, натуроплаты за работу МТС в 1948 году и обеспеченности семенами всех культур в размере полной потребности для весеннего сева 1949 года удостоена звания Героя Социалистического Труда с вручением ордена Ленина и золотой медали «Серп и Молот».
После выхода на пенсию проживала в станице Павловская, где скончалась в 1997 году.